# جمهورية تركستان الشرقية الأولى
حكومة تركستان الشرقية الأولى هي حكومة قامت في تركستان الشرقية إثر إعلان استقلالها وطرد القوات التابعة للحكومة الصينية من تركستان.

## إنشاء وسقوط الحكومة
بعد قيام ثورة تركستان (1931) تمكن شعب تركستان الشرقية من تحقيق مطالبهم، وقاموا بطرد القوات الصينية، وقاموا بإنشاء حكومة وتعيين خوجا نياز رئيسا للحكومة، ثم حصلت عدة معارك مع الصين، وتمكنت الصين من احتلال تركستان الشرقية بعد مساعدة الاتحاد السوفيتي لها وتمكنوا من القضاء على هذه الحكومة وقامت الصين بإعدام كامل أعضائها مع عشرة آلاف مسلم.